# Poleth Méndes
Pour les articles homonymes, voir Mendès (homonymie).
Poleth Isamar Méndes Sánchez, née le 4 février 1996 à Carpuela (Équateur), est une athlète handisport équatorienne spécialiste du lancer du poids catégorie F20 pour les athlètes ayant une déficience intellectuelle. Avec sa sœur Anaís Méndez, elles sont les premières médaillées paralympiques de l'histoire de l'Équateur.

## Carrière
Poleth Méndes fait ses débuts aux Jeux paralympiques d'été de 2016 en tant que porte-drapeau de l'Équateur lors de la cérémonie d'ouverture. Elle remporte l'argent au lancer du poids aux championnats du monde 2017 l'année suivante.
Lors des Jeux paralympiques d'été de 2020, elle remporte l'or au lancer du poids avec un nouveau record du monde de 14,39 m. Sa petite sœur remporte la médaille de bronze de la même épreuve et les deux sœurs deviennent alors les première médaillées paralympiques de l'histoire de l'Équateur.

## Vie privée
Sa sœur Anaís Méndez concoure également dans la catégorie F20. Les deux sœurs ont une orthographe différentes pour leurs noms de famille à cause d'une erreur lors de leur inscription dans les registres de l'état civil à leur naissance.

## Palmarès
| Date | Compétition            | Lieu           | Place | Perf.   |
| ---- | ---------------------- | -------------- | ----- | ------- |
| 2016 | Jeux paralympiques     | Rio de Janeiro | 5e    | 12,02 m |
| 2017 | Championnats du monde  | Londres        | 2e    | 12,72 m |
| 2019 | Championnats du monde  | Dubaï          | 5e    | 12,82 m |
| 2019 | Jeux parapanaméricains | Lima           | 1re   | 12,75 m |
| 2021 | Jeux paralympiques     | Tokyo          | 1re   | 14,39 m |